# Tetragonula sarawakensis
Tetragonula sarawakensis är en biart som först beskrevs av Schwarz 1937.  Tetragonula sarawakensis ingår i släktet Tetragonula, och familjen långtungebin. Inga underarter finns listade.

## Utseende
Ett tämligen litet bi med en kroppslängd omkring 4,5 mm och en vinglängd av samma mått. Ovansidan av huvud och mellankropp är mer eller mindre svart, ibland med inslag av rödbrunt, medan sidorna är mörkt rödbruna till svartbruna samt munsköld, antenner och bakkropp brunaktiga.

## Ekologi
Släktet Tetragonula tillhör de gaddlösa bina, ett tribus (Meliponini) av sociala bin som saknar fungerande gadd. De har dock kraftiga käkar, och kan bitas ordentligt. Boet skyddas aggressivt av arbetarna.

## Utbredning
Tetragonula sarawakensis har påträffats i Thailand, Malaysia (inklusive Sabah), Indonesien och Singapore.